# Pseudophaloe levisi
Pseudophaloe levisi är en fjärilsart som beskrevs av William Schaus 1910. Pseudophaloe levisi ingår i släktet Pseudophaloe och familjen björnspinnare. Inga underarter finns listade.